# Iiyama Yugo
Yugo Iiyama (sinh ngày 6 tháng 3 năm 1986) là một cầu thủ bóng đá người Nhật Bản.

## Sự nghiệp câu lạc bộ
Yugo Iiyama đã từng chơi cho Grulla Morioka.